# 5421-es mellékút (Magyarország)
Az 5421-es mellékút egy közel 20 kilométeres hosszúságú, négy számjegyű mellékút Csongrád-Csanád vármegye északnyugati részén; Csengelétől húzódik Balástyáig, illetve az 5-ös főútig.

## Nyomvonala
Csengele belterületének délnyugati szélén indul, az 54 121-es számú mellékútból kiágazva, annak a 8+800-as kilométerszelvénye táján, délkelet felé. Hamarosan elhagyja a település legdélebbi házait is, onnantól külterületen folytatódik, mintegy 2,5 kilométer megtételét követően pedig délebbi irányt vesz. Egy ponton egészen megközelíti Kistelek határszélét, de a város területét ennél jobban nem érinti.
9,7 kilométer után kissé eltér az egyébként csaknem tíz kilométernyi hosszban nyílegyenesen követett irányától, ennek oka az M5-ös autópálya, mellyel a nyomvonalaik, az alsóbbrendű út irányváltoztatásai nélkül igen hegyes szögben kellene, hogy keresztezzék egymást. Ennek megfelelően az 5421-es délnek fordul, így találkozik az 5411-es úttal, ugyanott, ahová a sztráda csomópontjának átkötő útjai is csatlakoznak; a két út közös szakaszon halad át az M5-öst átívelő felüljárón keleti irányban, a csomópont túlsó oldalán kiépített körforgalomban pedig újra szétválnak egymástól.
Az említett körforgalomból kilépve az út már Balástya területén folytatódik, és kevéssel a 11. kilométere előtt talál vissza az eredeti nyomvonalához. Nem sokkal a 14. kilométere előtt keleti irányba fordul, majd további kisebb irányváltásai után, a 16+350-es kilométerszelvénye közelében keresztezi a Cegléd–Szeged-vasútvonalat Kapitányság megállóhely térségének déli széle mellett, s a síneket elhagyva már belterületen húzódik, előbb Csengelei út, majd Móra Ferenc út néven. Balástya központjában ér véget, beletorkollva az 5-ös főútba, annak a 146+900-as kilométerszelvényénél.
Teljes hossza, az országos közutak térképes nyilvántartását szolgáló kira.gov.hu adatbázisa szerint 18,813 kilométer.

## Története
A Cartographia Vállalat 1970-ben kiadott Magyarország autótérképe 1:525 000 című kiadvány ezt az utat Csengelétől a mai 5411-es út keresztezéséig [M5-ös autópálya akkor még messze nem létezett] csak fontosabb földút jelöléssel tünteti fel. Ezen szakasz szilárd burkolattal történő kiépítése bizonyára egybeeshetett az autópálya e térséget érintő részének megvalósításával, majd (2005 körüli) forgalomba helyezésével.

## Települések az út mentén
- Csengele
- Balástya